# Antinous (chòm sao)

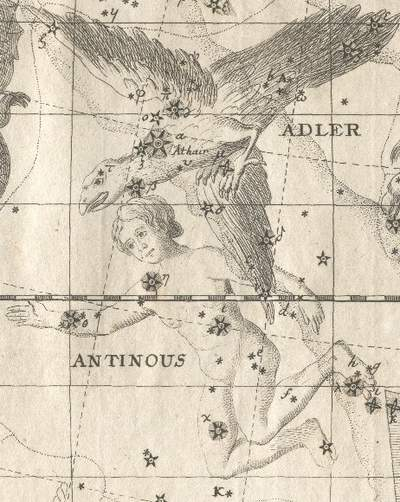
Chòm sao Antinous (dưới) và Thiên Ưng ("Adler" trong tiếng Đức). Từ bức Vorstellung der Gestirne (1782) của Johann Bode

Antinous là một chòm sao cũ không còn được sử dụng bởi các nhà thiên văn học, mà đã được hợp vào chòm sao Thiên Ưng giáp với Antinous ở phía Bắc.
Chòm sao được tạo ra bởi hoàng đế La Mã Hadrianus vào năm 132. Theo truyền thuyết, Hadrianus được một nhà tiên tri nói rằng chỉ có cái chết của một người ông yêu mới giúp ông thoát khỏi một nguy hiểm chết người. Antinous, một thanh niên ông yêu quý đã cứu ông khỏi chết đuối ở sông Nin. Với trí nhớ của mình, Hadrianus đã xác định được khoảnh sao có hình dáng tương tự với Antinous.

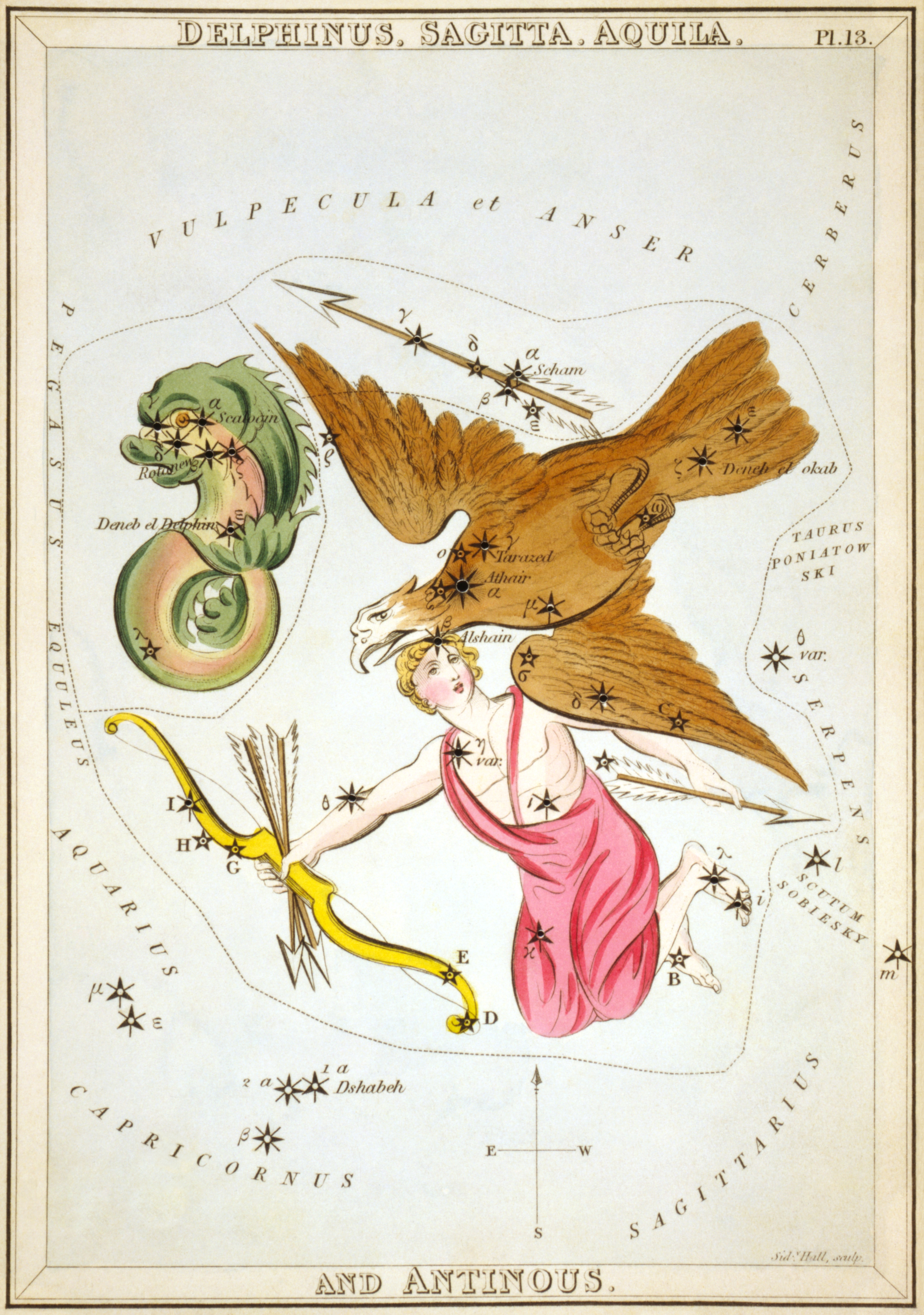
Trong Urania's Mirror (1825).

Tycho Brahe ban đầu được cho là người phát hiện ra Antinous, bằng một bản đồ có Antinous đã xuất hiện từ năm 1536, để Brahe đơn giản tìm kiếm trên bầu trời theo truyền thuyết và đưa nó vào bảng danh mục sao của ông.
Sau này, Antinous được xem là một khoảnh sao trong chòm Thiên Ưng hoặc như chòm sao riêng biệt cho đến khi Hiệp hội Thiên văn Quốc tế loại bỏ nó khi chính thức hóa các chòm sao vào năm 1930.